# The Game Is Over
The Game Is Over è un singolo del gruppo musicale statunitense Evanescence, pubblicato il 1º luglio 2020 come secondo estratto dal quinto album in studio The Bitter Truth.

## Descrizione
In merito al brano, la cantante Amy Lee ha dichiarato:

## Video musicale
Il video, montato dal regista P. R. Brown, è una rappresentazione inquietante e disturbante delle emozioni che ognuno si porta dentro, e che nasconde al mondo indossando una maschera di serenità e perbenismo. Le immagini, che si susseguono veloci, mostrano i volti dei componenti del gruppo misti ai dettagli più svariati, tra luci, ombre, colori forti e intermittenti.

## Tracce
1. The Game Is Over – 4:20

## Formazione
- Amy Lee – voce, tastiera, pianoforte
- Troy McLawhorn – chitarra solista
- Jen Majura – chitarra ritmica, cori
- Tim McCord – basso
- Will Hunt – batteria

## Classifiche
| Classifica (2020)                | Posizione massima |
| -------------------------------- | ----------------- |
| Repubblica Ceca (modern rock)    | 14                |
| Stati Uniti (alternative)        | 14                |
| Stati Uniti (hard rock)          | 2                 |
| Stati Uniti (rock & alternative) | 15                |